# هیئت چمبرلین

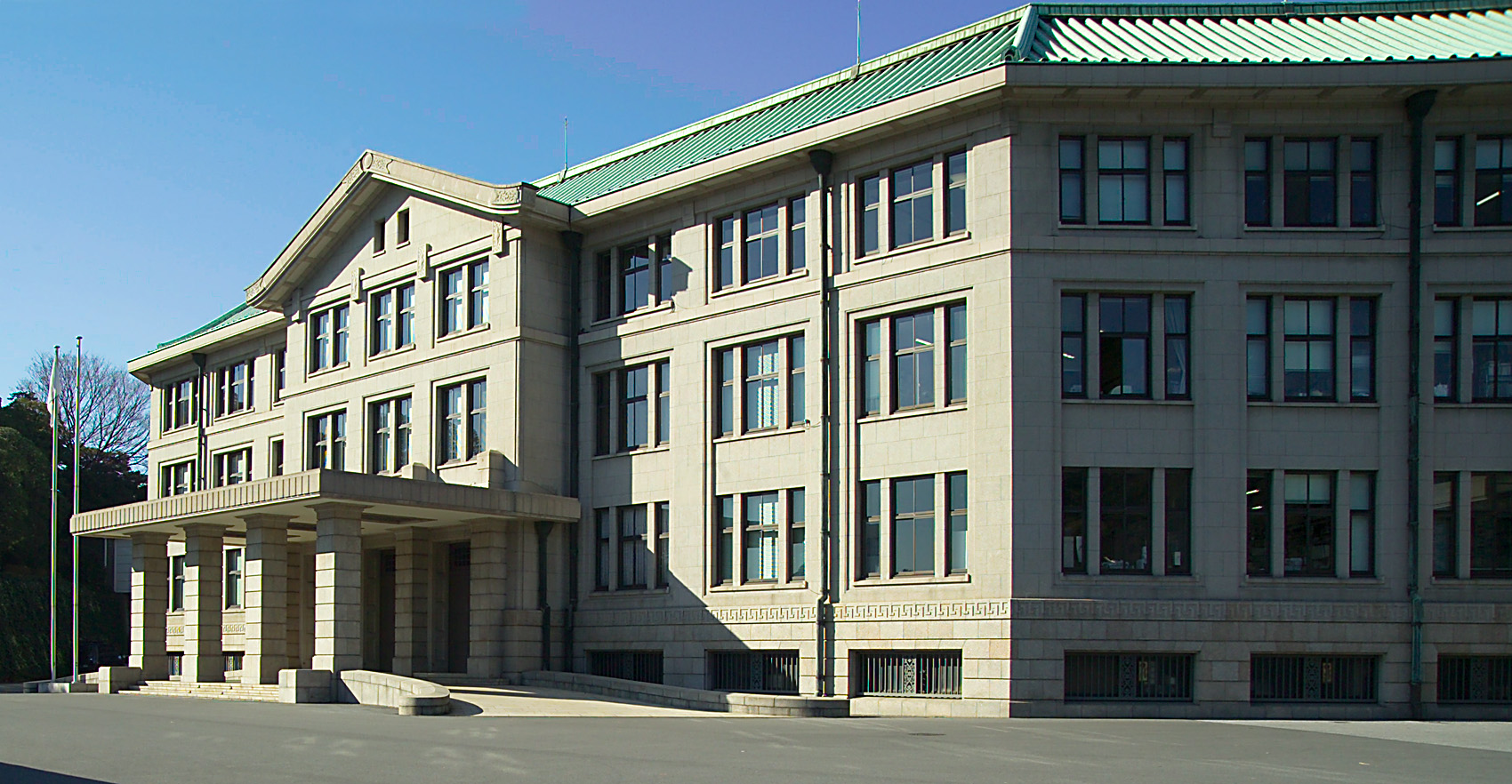
دفتر خاندان امپراتوری جایی که دفتر هیئت چمبرلین در آن قرار دارد

هیئت چمبرلین (به ژاپنی: 侍従職، Jijū-shoku)، یک بخش از دفتر خاندان امپراتوری ژاپن است. Grand Chamberlain (侍従長 Jijūchō) گراند چمبرلین یکی از کارمندان ارشد دربار امپراتوری و دستیار امپراتور ژاپن است. او همچنین مهر خصوصی و مهر دولتی را حفظ می‌کند و از زمان دوره میجی یک کارمند رسمی دولتی بوده است. امروزه، گراند چمبرلین، با کمک یک معاون بزرگ چمبرلین، ریاست هیئت چمبرلین را بر عهده دارد.
منصب بزرگ چمبرلین یک مقام گواهی است (認証官 Ninshōkan)، یعنی انتصاب و برکناری او به صلاحدید امپراتور است.

## تاریخچه
طبق قانون تایهو در حدود قرن هشتم، فرض بر این بود که یک کاخ‌دار متعلق به وزارت مرکزی باشد. هنگامی که kurōdodokoro (蔵人所) در دوره هی‌آن ایجاد شد، نقش اتاق‌نشین به سرعت کاهش یافت و به موارد آداب محدود شد. در سال ۱۸۶۹، کاخ‌دار به وزارت خانه امپراتوری آورده شد.
منصب گراند چمبرلین در سال ۱۸۷۱ در سیستم شایستگی قرار گرفت و سه نفر - توکودایجی سانه‌تسونه، ماساتاکا کاواسه و هیگاشیکوزه میچیتومی - منصوب شدند. طبق قوانین دفتر خاندان امپراتوری مجلس بزرگ بر اتاق کاران نظارت می‌کند که از نزدیک به شخص منصوب شده مراجعه می‌کنند، به آن شخص گزارش می‌دهند و دستورهای خود را اعلام می‌کنند.
پس از جنگ جهانی دوم، خانواده‌های مجلسی از طریق دفتر موقت خانوار امپراتوری (宮内府، kunaifu) در هیئت چمبرلین، در دفتر خاندان امپراتوری سازماندهی شدند. پس از تصویب قانون خدمات عمومی ملی (قانون شماره ۱۲۰ شووا ۲۲)، خدمه مجلس به خدمت ویژه خدمات عمومی تبدیل شد. اگرچه تمایزها بین مقام‌های درجه یک، مقام‌های درجه دو و غیره ادامه داشت، انتشار طبقاتی یک سند انتصاب دیگر پس از اصلاحات دولت مرکزی در سال ۲۰۰۱ انجام نمی‌شد.